# Songkran

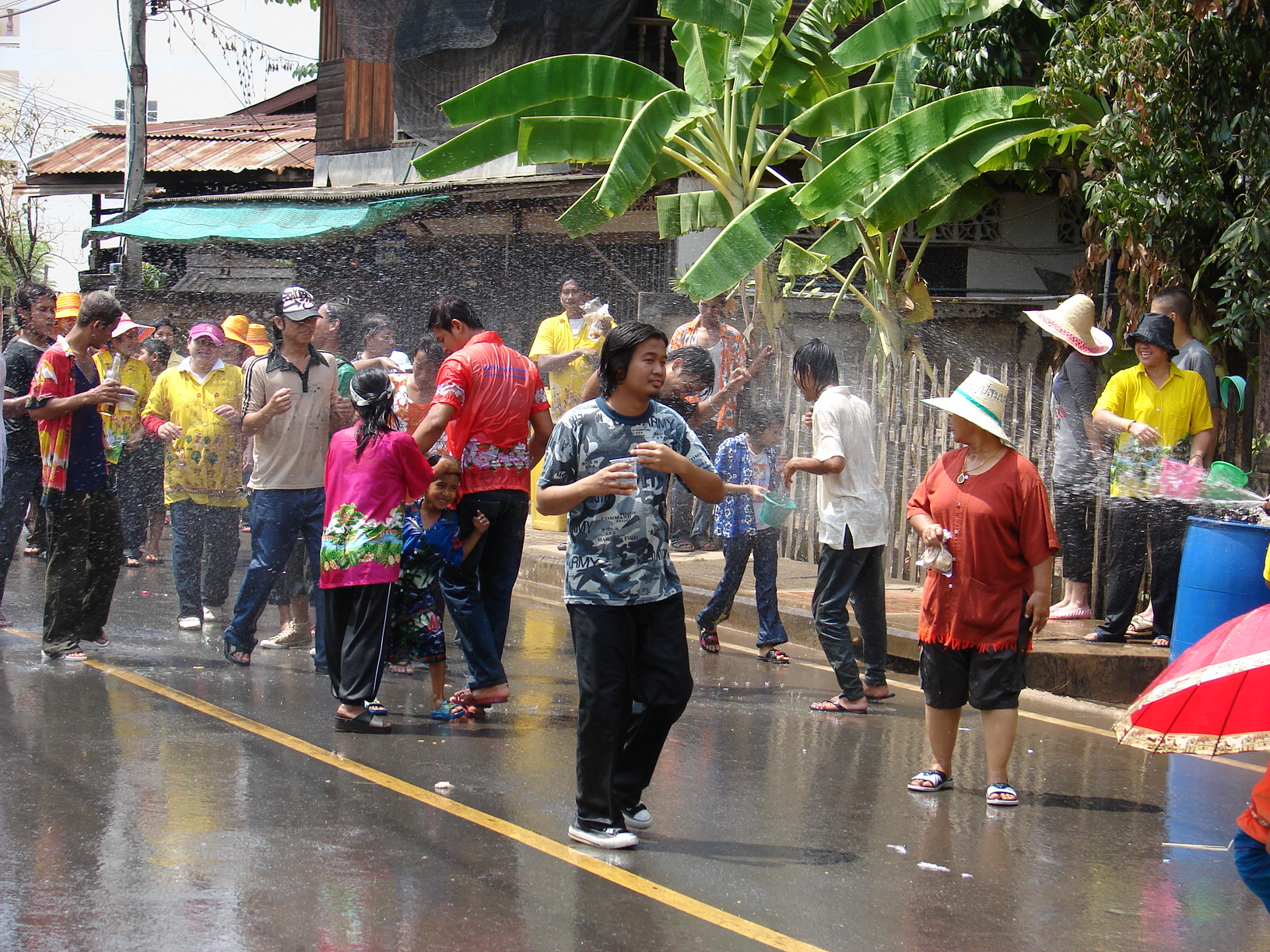
Straßenumzug und Wasserschlacht zu Songkran 2007 in Uttaradit

Songkran (thailändisch สงกรานต์, [sǒŋkraːn]) ist das traditionelle Neujahrsfest der Tai-Völker nach dem thailändischen Mondkalender. Es ist heutzutage auf den 13. bis 15. April datiert. Im Unterschied zum heutigen Neujahrsfest des Gregorianischen Kalenders setzt das thailändische Neujahrsfest die Monatszählung nicht wieder auf eins zurück. Diese beginnt Ende November bzw. Anfang Dezember. Das Songkranfest findet also etwa im vierten oder fünften Monat des thailändischen Kalenders statt.
Das Fest wird in Thailand, Laos und Kambodscha begangen.
Das Wort ‚Songkran‘ leitet sich von Sanskrit (meṣa-)saṅkrānti ab, was den Eintritt der Sonne in das Sternbild Widder, das erste Zeichen des Tierkreises, bedeutet (von meṣa ‚Widder‘ und saṅkrānti ‚Übergang‘). Da das Datum vom Stand des Sternbildes Widder abhängt, hatte Songkran ursprünglich kein festes Datum und fand zur Frühlings-Tagundnachtgleiche statt (zwischen 19. und 21. März), ist dann aber infolge der Verschiebung der Sternbilder durch die Präzession der Erdachse zum heutigen Termin gewandert.
2023 wurde Songkran in die UNESCO-Liste des immateriellen Kulturerbes der Menschheit aufgenommen.

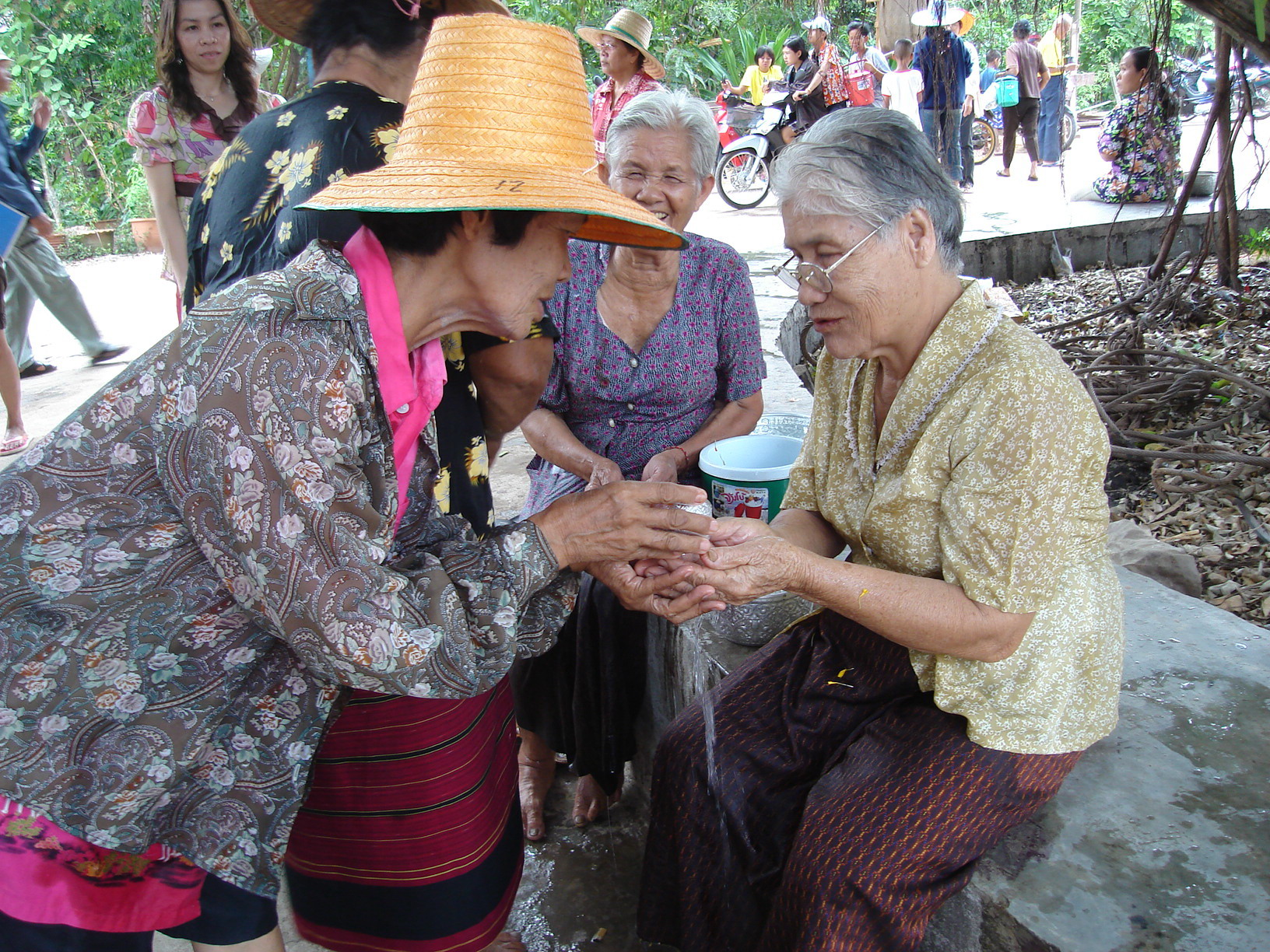
Songkran traditionell: kleine Mengen von Wasser werden den alten Familienmitgliedern über die Hände gegossen.

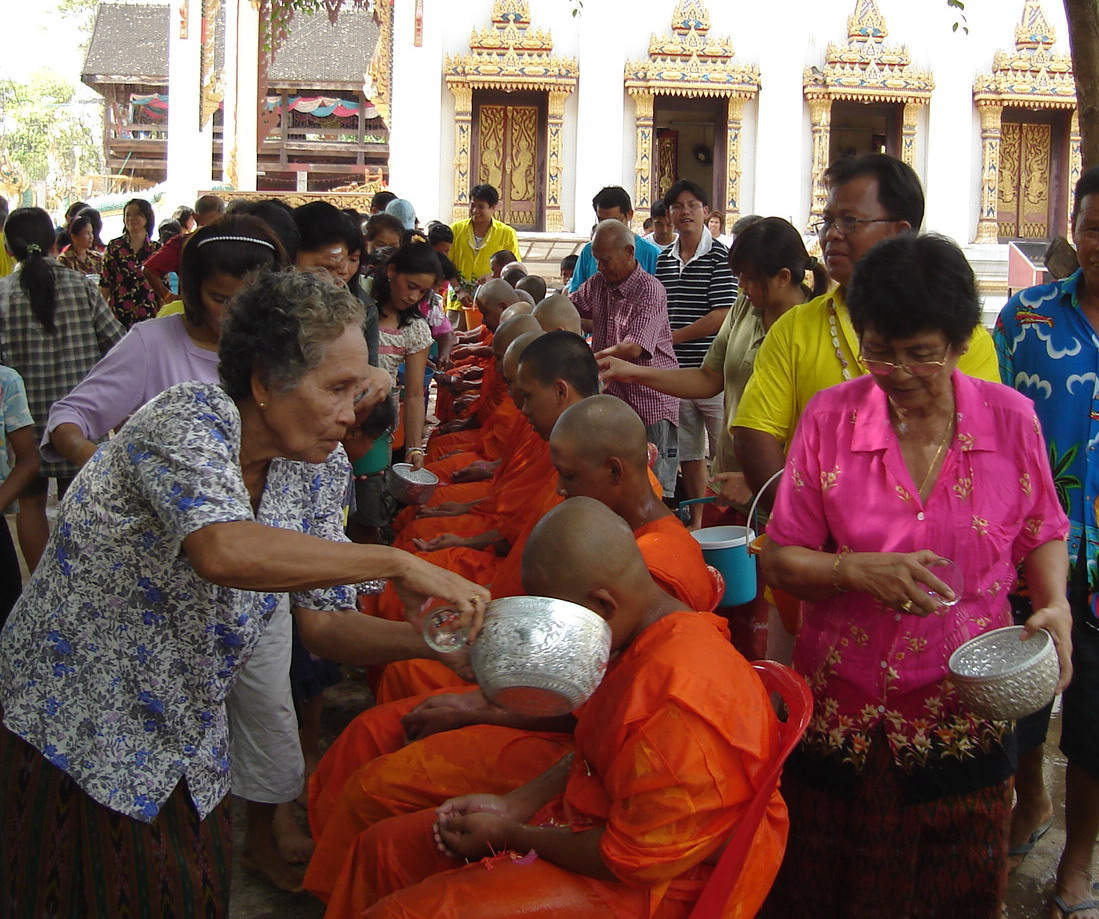
Songkran traditionell: Mönche werden mit Wasser begossen.

## Brauchtum in Thailand
Am Abend des 12. April werden fast alle Wohnungen geputzt. Morgens am 13. April begeben sich die Familien in die Wats und opfern dort Reis, Früchte und andere Speisen. Anschließend werden am Nachmittag die dortigen Buddha-Figuren und der Vorsteher des Wat „gebadet“, indem sie mit Wasser begossen werden. In vielen Städten, wie zum Beispiel in Chiang Mai, werden dann die Buddha-Statuen in einem Umzug durch die Stadt gefahren, um anderen Gläubigen die Gelegenheit zu geben, die Statuen ebenfalls mit Wasser zu begießen.
Andere traditionelle Elemente dieses Feiertages:
- Junge Leute besuchen Familienmitglieder der älteren Generation, um ihnen Respekt zu erweisen, indem kleine Mengen von Wasser über ihre Hände gegossen werden. Das Wasser wurde vorher mit Jasmin-Blüten versetzt, um es wohlriechend zu machen.
- Die Gläubigen tragen kleine Mengen von Sand in die Tempel, um ihn dort im Vorhof zu chedi-artigen Pyramiden aufzuhäufen. Die Sand-Chedis werden oft mit bunten Fähnchen dekoriert. Der Sand soll den Staub wieder an den Ursprungsort zurückbringen, den die Gläubigen im Laufe des Jahres an ihren Schuhen haftend von dort weggetragen haben.
- Generell gesehen ist Songkran die Zeit der Säuberung und Erneuerung. Viele Thais unterziehen aus diesem Anlass ihre Wohnungen einer General-Reinigung.

Die rituellen Waschungen haben sich im Laufe der Geschichte dahingehend entwickelt, dass zu Songkran sich alle Personen gegenseitig mit Wasser übergießen. Dieser Brauch, der bereits vor dem eigentlichen Fest beginnt und auch darüber hinausgeht, wird vor allem in größeren Städten exzessiv betrieben, auch als unbeteiligter Tourist kann man leicht nass werden. Es entstehen auf den Straßen spontan regelrechte Umzüge von offenen Wagen, auf denen die Feiernden gefüllte Wassertonnen (häufig auch mit Eisblöcken) transportieren, um Wasserpistolen, Eimer und Flaschen immer wieder nachzufüllen. Außerdem wird man mit (Baby-)Puder oder Talcum bestäubt, bzw. im Gesicht damit bemalt.
Da zu Songkran auch exzessiv Alkohol konsumiert wird, kommt es zu einem drastischen Anstieg von Unfällen (insbesondere im Straßenverkehr), bei denen jedes Jahr etwa 30.000 Personen verletzt werden und mehrere hundert Personen zu Tode kommen.

## Ähnliche Feiern in anderen Ländern
Songkran wird auch in Laos gefeiert, dort wird es Bun Pi Mai („Feier des neuen Jahres“) oder kurz Pi Mai (Laotisch: ປີໃໝ່, [pìːmai], ‚Neues Jahr‘), manchmal aber auch Songkan (ສົງການ, [sǒŋkàːn]) genannt. Ein ähnliches Fest gibt es in Kambodscha, wo es Bonn Chaul Chhnam Thmei genannt wird (als Maha Songkran wird nur der erste Tag des dreitägigen Festes bezeichnet), in Myanmar (genannt Thingyan), beim Volk der Dai in Yunnan, China („Fest des Wasserwerfens“) sowie bei den Tai Dam im Nordwesten Vietnams.
Auch andere Völker Südasiens feiern diesen Tag, so zum Beispiel in Assam (Rongali Bihu), in Bengalen (Pohela Boishakh), bei den Oriya (Pana Sankranti) und im Punjab (Vaisakhi). Die Neujahrs-Feiern der Singhalesen und Tamilen in Sri Lanka fallen ebenfalls auf diesen Tag.
In Nepal wird das offizielle Neujahr nach dem astrologischen Kalender Vikram Samwat am 1. des Baisakh (Baisākh) begangen. Dieser Tag fällt gewöhnlich ebenfalls in den Zeitraum vom 12. bis zum 15. April.